# Szpital Tunbridge Wells
Szpital Tunbridge Wells – duży okręgowy szpital w pobliżu miejscowości Pembury, niedaleko miasta Royal Tunbridge Wells w angielskim hrabstwie Kent, prowadzony przez Maidstone i Tunbridge Wells NHS Trust.
Został zbudowany przez brytyjska prywatną firmę budowlaną Laing O’Rourke kosztem 226 mln funtów. Prace budowlane rozpoczęły się w 2008 roku. Pierwszych pacjentów Szpital przyjął w styczniu 2011 roku, a wszystkie oddziały otworzono w dniu 21 września 2011 r. Szpital, zapewniający jednoosobowe sale chorych wszystkim pacjentom przyjmowanym w trybie pilnym, jest uważany za jeden z najnowocześniejszych tego typu obiektów w Wielkiej Brytanii.
Każda z kilkudziesięciu pojedynczych sal dla pacjentów przyjmowanych w trybie pilnym jest wyposażona w pełny węzeł sanitarny z łazienką oraz okna sięgające od podłogi do sufitu, z których otwiera się widok na okoliczne lasy. W oddziale położniczym każdego tygodnia można przyjąć około 100 porodów, a oddział ostrych przyjęć (odpowiednik polskiego SOR-u) może przyjmować 50 tys. pacjentów rocznie.

## Lokalizacja
Szpital znajduje się przy drodze Tonbridge Road, około pół kilometra na północny zachód od miejscowości Pembury w pobliżu autostrady A21. Obiekt jest z trzech stron otoczony lasem. Kompleks budynków szpitalnych poza oddziałami klinicznymi zawiera również obiekty hotelowe dla personelu (również dla szkolących się tutaj lekarzy stażystów).

## Historia
Szpital został zbudowany w pobliżu miejscowości Pembury, na miejscu, gdzie pierwotnie znajdował się przytułek otworzony w roku 1836 i przekształcony w szpital w 1938 roku. Obiekt ten został rozebrany w 2010 roku.

## Nowy szpital
Nowy szpital ma 512 łóżek i świadczy pełny zakres usług klinicznych, w tym funkcję szpitalnego oddziału ratunkowego. Pierwszym oddanym do użytkowania oddziałem był Oddział Położnictwa, w którym pierwsze dziecko przyszło na świat w styczniu 2011 roku.